# VW EA897
Der VW EA896G2 (EA = Entwicklungsauftrag) ist eine Dieselmotoren-Baureihe der Volkswagen AG, die federführend von Audi entwickelt wurde. Die Baureihe umfasst Sechszylinder-V-Motoren mit 3,0 Liter Hubraum und wird seit 2010 in verschiedenen Fahrzeugen des Volkswagen-Konzerns eingesetzt. Produziert werden die Motoren bei der Audi Hungaria Zrt. in Győr. Die Bezeichnung EA896 (Gen1, Gen2) wird sowohl für Motoren V6-TDI Euro 5 und Euro 6 als auch V8-TDI der Emissionsstufe Euro 6 verwendet. Fahrzeuge mit Motor EA897 sind mit Emissionsstufe Euro 6 typgenehmigt worden.

## EA896G2 (seit 2010)

### Monoturbo-Version

#### Technik
Der Hubraum des 3.0-TDI-Sechszylinder-V-Motors mit einem V-Winkel von 90 Grad beträgt wie beim Vorgänger 2967 cm³ mit einer Bohrung von 83,0 mm und einem Hub von 91,4 mm, bei einem Zylinderabstand von 90 mm. Das geometrische Verdichtungsverhältnis beträgt 16,8:1. Das Zylinderkurbelgehäuse wird aus Gusseisen mit Vermiculargraphit (GJV-450) hergestellt und ist im Vergleich zum Vorgänger 8 kg leichter.
Die Steuerung des Ladungswechsels erfolgt über vier Ventile pro Zylinder (Vierventiltechnik) und insgesamt vier obenliegende, von einer Steuerkette angetriebene Nockenwellen.
Die 180-kW-Variante des 3.0-TDI-Motors verfügt über einen GTB 2260 VZK Abgasturbolader (Monoturbo) von Garret (ehemals Honeywell Turbo Technologies), bei der 150-kW-Variante kommt ein GTB 2056 VZK zum Einsatz. Die verdichtete Frischluft wird über einen Luft-Luft-Ladeluftkühler gekühlt. In der Ansaugstrecke befindet sich zudem eine Drallklappe.
Zur Reduzierung der Stickoxidemissionen verfügt der Motor über eine gekühlte Hochdruck-Abgasrückführung. Das Abgas wird vor der Turbine des Abgasturboladers entnommen, gekühlt und zwischen Drossel- und Drallklappe wieder eingeleitet. Hinter der Turbine des Turboladers kommt zunächst ein Dieseloxidationskatalysator (DOC) mit einem Volumen von 1 Liter zum Einsatz, anschließend folgt ein Dieselpartikelfilter mit 3,7 Liter Volumen. Um auch bei niedrigen Lastzuständen des Motors eine Partikelfilterregeneration einleiten zu können, wird eine dreifache Nacheinspritzung verwendet. Die Euro-6-Varianten des Motors, auch als „clean diesel“ bezeichnet, verfügen zusätzlich über einen am Unterboden des Fahrzeugs angeordneten SCR-Katalysator. Einige Varianten des Motors verfügen über eine elektrische Beheizung des DOCs (500 W).
Die Common-Rail-Einspritzung arbeitet mit einem Kraftstoffdruck von bis zu 1800 bar (leistungsschwächere Versionen) bzw. 2000 bar.
Über eine zweite Kette werden die Kraftstoff-Hochdruckpumpe sowie die Pumpeneinheit, bestehend aus einer zweistufigen Ölpumpe sowie der Vakuumpumpe, angetrieben.

#### Varianten
| Hersteller                                                                              | Baureihe           | Bezeichnung                  | Abgasnorm | Bauzeitraum       |
| --------------------------------------------------------------------------------------- | ------------------ | ---------------------------- | --------- | ----------------- |
| CLAA: Leistung: 150 kW (204 PS) bei 3750–4500/min, Drehmoment: 400 Nm bei 1250–3500/min |                    |                              |           |                   |
| Audi                                                                                    | Audi A6 C7         | 3.0 TDI                      | Euro 5    | 12/2010 – 09/2014 |
| Audi                                                                                    | Audi A7 C7         | 3.0 TDI                      | Euro 5    | 10/2010 – 05/2014 |
| Audi                                                                                    | Audi A8 D4         | 3.0 TDI                      | Euro 5    | 08/2011 – 04/2013 |
| CLAB: Leistung: 150 kW (204 PS) bei 3500–4500/min, Drehmoment: 400 Nm bei 1250–3500/min |                    |                              |           |                   |
| Audi                                                                                    | Audi A4 B8         | 3.0 TDI                      | Euro 5    | 11/2011 – 02/2015 |
| Audi                                                                                    | Audi A5 8T         | 3.0 TDI                      | Euro 5    | 07/2011 – 03/2015 |
| CJMA: Leistung: 150 kW (204 PS) bei 3200–4400/min, Drehmoment: 450 Nm bei 1250–3200/min |                    |                              |           |                   |
| Audi                                                                                    | Audi Q7 4L         | 3.0 TDI                      | Euro 5    | 10/2010 – 03/2015 |
| CKVD: Leistung: 160 kW (218 PS) bei 3250–4500/min, Drehmoment: 500 Nm bei 1400–3000/min |                    |                              |           |                   |
| Audi                                                                                    | Audi A5 8T         | 3.0 TDI                      | Euro 6    | 04/2015 – 06/2016 |
| CVWA: Leistung: 150 (204 PS) bei 3200–4400/min, Drehmoment: 450 Nm bei 1250–3200/min    |                    |                              |           |                   |
| VW                                                                                      | VW Touareg II      | 3.0 V6 TDI BMT SCR           | Euro 6    | 10/2014 – 03/2018 |
| CDUC: Leistung: 180 kW (245 PS) bei 4000–4500/min, Drehmoment: 500 Nm bei 1400–3250/min |                    |                              |           |                   |
| Audi                                                                                    | Audi A4 B8         | 3.0 TDI                      | Euro 5    | 07/2011 – 05/2015 |
| Audi                                                                                    | Audi A5 8T         | 3.0 TDI                      | Euro 5    | 07/2011 – 03/2015 |
| CKVB: Leistung: 180 kW (245 PS) bei 4000–4500/min, Drehmoment: 580 Nm bei 1400–3250/min |                    |                              |           |                   |
| Audi                                                                                    | Audi A4 B8         | 3.0 TDI clean diesel         | Euro 6    | 07/2011 – 05/2013 |
| Audi                                                                                    | Audi A5 8T         | 3.0 TDI clean diesel         | Euro 6    | 07/2011 – 05/2013 |
| CRCA: Leistung: 180 kW (245 PS) bei 3800–4400/min, Drehmoment: 550 Nm bei 1750–2750/min |                    |                              |           |                   |
| Audi                                                                                    | Audi Q7 4L         | 3.0 TDI quattro              | Euro 5    | 04/2011 – 03/2015 |
| Audi                                                                                    | Audi Q7 4L         | 3.0 TDI clean diesel quattro | Euro 6    | 04/2011 – 03/2015 |
| VW                                                                                      | VW Touareg II      | 3.0 V6 TDI BMT DPF           | Euro 5    | 04/2011 – 10/2014 |
| Porsche                                                                                 | Porsche Cayenne II | Cayenne Diesel               | Euro 5    | 06/2010 – 09/2014 |
| CKVC: Leistung: 180 kW (245 PS) bei 4000–4500/min, Drehmoment: 580 Nm bei 1750–2500/min |                    |                              |           |                   |
| Audi                                                                                    | Audi A4 B8         | 3.0 TDI clean diesel         | Euro 6    | 05/2013 – 05/2015 |
| Audi                                                                                    | Audi A5 8T         | 3.0 TDI clean diesel         | Euro 6    | 05/2013 – 06/2016 |
| Audi                                                                                    | Audi A6 C7         | 3.0 TDI                      | Euro 5    | 12/2010 – 09/2014 |
| Audi                                                                                    | Audi A6 C7         | 3.0 TDI clean diesel         | Euro 6    | 12/2010 – 09/2014 |
| Audi                                                                                    | Audi A7 C7         | 3.0 TDI                      | Euro 5    | 07/2010 – 05/2014 |
| Audi                                                                                    | Audi A7 C7         | 3.0 TDI clean diesel         | Euro 6    | 12/2011 – 05/2014 |
| CDUD: Leistung: 180 kW (245 PS) bei 4000–4500/min, Drehmoment: 580 Nm bei 1750–2750/min |                    |                              |           |                   |
| Audi                                                                                    | Audi Q5 8R         | 3.0 TDI                      | Euro 5    | 11/2011 – 04/2014 |
| Leistung: 184 kW (250 PS) bei 3800–4000/min, Drehmoment: 550 Nm bei 1750–2750/min       |                    |                              |           |                   |
| Porsche                                                                                 | Porsche Panamera I | Panamera Diesel              | Euro 5    | 06/2011 – 06/2013 |
| Leistung: 184 kW (250 PS) bei 4000–4500/min, Drehmoment: 550 Nm bei 1500–3000/min       |                    |                              |           |                   |
| Audi                                                                                    | Audi A8 D4         | 3.0 TDI                      | Euro 5    | 06/2010 – 08/2013 |
| Audi                                                                                    | Audi A8 D4         | 3.0 TDI clean diesel         | Euro 6    | 06/2010 – 08/2013 |
| CTBA: Leistung: 190 kW (258 PS) bei 4000–4500/min, Drehmoment: 580 Nm bei 1750–2500/min |                    |                              |           |                   |
| Audi                                                                                    | Audi Q5 8R         | 3.0 TDI                      | Euro 6    | 10/2013 – 12/2016 |
| Leistung: 190 kW (258 PS) bei 4000–4250/min, Drehmoment: 580 Nm bei 1750–2500/min       |                    |                              |           |                   |
| Audi                                                                                    | Audi A8 D4         | 3.0 TDI                      | Euro 6    | 09/2013 – 04/2015 |
| Leistung: 221 kW (300 PS) bei 3800–4000/min, Drehmoment: 650 Nm bei 1750–2750/min       |                    |                              |           |                   |
| Porsche                                                                                 | Porsche Panamera I | Panamera Diesel              | Euro 5    | 07/2013 – 08/2015 |
| CVVA: Leistung: 193 kW (262 PS) bei 3800–4400/min, Drehmoment: 580 Nm bei 1750–2500/min |                    |                              |           |                   |
| Porsche                                                                                 | Porsche Cayenne II | Cayenne Diesel               | Euro 6    | 10/2014 – 12/2017 |
| VW                                                                                      | VW Touareg II      | 3.0 V6 TDI BMT SCR           | Euro 6    | 10/2014 – 03/2018 |
| CTBD: Leistung: 193 kW (262 PS) bei 4000–4250/min, Drehmoment: 580 Nm bei 1750–2500/min |                    |                              |           |                   |
| Audi                                                                                    | Audi A8 D4         | 3.0 TDI                      | Euro 6    | 04/2015 – 09/2017 |
| Audi                                                                                    | Audi A8 D4         | 3.0 TDI ultra                | Euro 6    | 04/2015 – 09/2017 |

### Biturbo-Version

#### Technik
Im Jahr 2011 wurde eine Biturbo-Version des EA896G2 mit einer Leistung von 230 kW vorgestellt. Diese Version verfügt unter anderem über geänderte Kolben, wodurch das Verdichtungsverhältnis auf 16,0:1 sinkt. Außerdem werden aufgrund der höheren Kühl- und Schmieranforderungen des Motors leistungsstärkere Öl- und Kühlmittelpumpen verwendet.
Der Motor verfügt über zwei in Serie geschaltete Abgasturbolader. Der Hochdruck-Turbolader verfügt über eine VTG-Steuerung (Unterdruckdose), der Niederdruck-Turbolader wird über ein elektromechanisch aktuiertes Wastegate-Ventil gesteuert. Der maximale Ladedruck beträgt 3,2 bar (absolut). Bei Drehzahlen unterhalb von 2300/min erfolgt der Ladedruckaufbau im Wesentlichen durch den kleineren Hochdruck-Turbolader, wodurch ein gutes Ansprechverhalten auf Lastsprünge erreicht werden kann. Im Bereich zwischen 2300 und 3400/min wird zusätzlich Ladedruck über den größeren Niederdruck-Turbolader aufgebaut, das Wastegate-Ventil ist vollständig geschlossen. Bei Drehzahlen über 3400/min wird der Hochdruck-Turbolader über einen Bypass umgangen, die Ladedruckregelung erfolgt über das Wastegate-Ventil.
Die Biturbo-Aufladegruppe benötigt mehr Bauraum in Motornähe. Daher ist der Dieseloxidationskatalysator nicht mehr so nah am Auslasskrümmer wie in der Monoturbo-Variante angeordnet. Um dennoch ein schnelles Aufheizen des Katalysators und damit eine gute Konversionsrate zu erreichen, erfolgt in den ersten 400 s nach Kaltstart eine doppelte Nacheinspritzung. Der Dieselpartikelfilter ist im Gegensatz zur Monoturbo-Variante am Unterboden des Fahrzeugs angeordnet.

#### Varianten
| Hersteller                                                                              | Baureihe   | Bezeichnung         | Abgasnorm | Bauzeitraum       |
| --------------------------------------------------------------------------------------- | ---------- | ------------------- | --------- | ----------------- |
| CGQB: Leistung: 230 kW (313 PS) bei 3900–4500/min, Drehmoment: 650 Nm bei 1450–2800/min |            |                     |           |                   |
| Audi                                                                                    | Audi A6 C7 | 3.0 TDI             | Euro 5    | 12/2011 – 09/2014 |
| Audi                                                                                    | Audi A7 C7 | 3.0 TDI             | Euro 5    | 12/2011 – 09/2014 |
| Audi                                                                                    | Audi Q5 8R | SQ5 TDI             | Euro 5    | 09/2012 – 04/2015 |
| Audi                                                                                    | Audi Q5 8R | SQ5 TDI             | Euro 6    | 04/2015 – 08/2015 |
| CVUA: Leistung: 235 kW (320 PS) bei 3900–4600/min, Drehmoment: 650 Nm bei 1400–2800/min |            |                     |           |                   |
| Audi                                                                                    | Audi A6 C7 | 3.0 TDI             | Euro 6    | 09/2014 – 04/2018 |
| Audi                                                                                    | Audi A7 C7 | 3.0 TDI             | Euro 6    | 05/2014 – 01/2018 |
| CVUB: Leistung: 240 kW (326 PS) bei 4000–4500/min, Drehmoment: 650 Nm bei 1400–2800/min |            |                     |           |                   |
| Audi                                                                                    | Audi A6 C7 | 3.0 TDI competition | Euro 6    | 09/2014 – 05/2018 |
| Audi                                                                                    | Audi A7 C7 | 3.0 TDI competition | Euro 6    | 08/2014 – 01/2018 |
| Audi                                                                                    | Audi Q5 8R | SQ5 TDI competition | Euro 6    | 04/2015 – 12/2016 |

## EA897evo(seit 2014)

### Technik
Im Jahr 2014 wurde eine überarbeitete Version des 3.0-TDI-Aggregats vorgestellt. Dabei wurde die Leistung der Basisversion von 150 kW auf 160 kW bzw. die der Hochleistungsversion von 180 kW auf 200 kW gesteigert. Das geometrische Verdichtungsverhältnis wurde auf 16,0:1 verringert. Das Zylinderkurbelgehäuse wird weiterhin im Sandguss aus GJV-450 hergestellt und ist im Vergleich zum Vorgänger 1,1 kg leichter. Der Motor verfügt nun über einen GTD 2060 VZ Abgasturbolader mit elektromechanischer VTG-Steuerung. In der 200-kW-Variante wiegt der Motor nach DIN-Norm 192 kg.
Wesentliche Änderungen betreffen die Abgasnachbehandlung, um die Abgasnorm Euro 6 erfüllen zu können. So verfügt die Monoturbo-Variante nun über einen im Innen-V des Motors angeordneten Dieseloxidationskatalysator, anschließend wird mit einem Fallstrommischer die zur Reinigung der Stickoxide benötigte Harnstofflösung AdBlue zudosiert. Nach einer kurzen Mischstrecke schließt sich ein motornaher, SCR-beschichteter Dieselpartikelfilter (sDPF) an. Am Unterboden des Fahrzeugs befindet sich zudem ein SCR-Sperrkatalysator.
Der Kettentrieb wurde ebenfalls überarbeitet, die zweite Kette ist nun ausschließlich für den Antrieb der Kraftstoff-Hochdruckpumpe zuständig. Eine dritte Kette an der Vorderseite des Motors übernimmt den Antrieb der neuen, vollvariablen Ölpumpe sowie der Vakuumpumpe.
Probleme mit der Nockenwelle treten verstärkt bei den Motoren mit dem Motorkennbuchstaben CRTD auf, selbst bei geringen Laufleistungen weit unter 100.000 km kommt es bei dieser Ausbaustufe zu erhöhtem Verschleiß am Zahnflankenspielausgleich. Vereinzelt wurden Schäden an den Pleullagern gemeldet.

### Varianten
| Hersteller | Baureihe      | Bezeichnung            | Abgasnorm | Bauzeitraum       |
| --- | ------------- | ---------------------- | --------- | ----------------- |
| DDXA: Leistung: 120 kW (163 PS) bei 2750–4000/min, Drehmoment: 450 Nm bei 1250–2500/min |               |                        |           |                   |
| VW | VW Amarok     | 3.0 TDI                | Euro 6    | 09/2017 – 05/2020 |
| CZVF: Leistung: 140 kW (190 PS) bei 2750–5000/min, Drehmoment: 500 Nm bei 1250–2500/min |               |                        |           |                   |
| Audi | Audi A6 C7    | 3.0 TDI Quattro        | Euro 6    | 10/2015 – 07/2017 |
| Audi | Audi A7 C7    | 3.0 TDI Quattro        | Euro 6    | 10/2015 – 07/2017 |
| CZVE: Leistung: 140 kW (190 PS) bei 3250–5000/min, Drehmoment: 400 Nm bei 1250–3250/min |               |                        |           |                   |
| Audi | Audi A7 C7    | 3.0 TDI ultra          | Euro 6    | 10/2015 – 07/2017 |
| DDXB: Leistung: 150 kW (204 PS) bei 3000–4500/min, Drehmoment: 500 Nm bei 1250–2750/min |               |                        |           |                   |
| VW | VW Amarok     | 3.0 TDI 4Motion        | Euro 6    | 09/2016 – 05/2020 |
| CRTF, CZVC: Leistung: 155 kW (211 PS) bei 3000–5000/min, Drehmoment: 500 Nm bei 1250–2750/min |               |                        |           |                   |
| Audi | Audi A6 C7    | 3.0 TDI                | Euro 6    | 09/2014 – 07/2017 |
| Audi | Audi A7 C7    | 3.0 TDI                | Euro 6    | 09/2014 – 07/2017 |
| CZVA, CZVB: Leistung: 160 kW (218 PS) bei 4000–5000/min, Drehmoment: 400Nm bei 1250–3750/min CZVA :max Leistung 218ps bei 3250-5000min-1, Drehmoment : 500Nm bei 1250 - 3000 min-1 (Leistungsdaten aus einem Audi A6 Allroad Bauj. 2017) |               |                        |           |                   |
| Audi | Audi A6 C7    | 3.0 TDI                | Euro 6    | 09/2014 – 07/2017 |
| Audi | Audi A7 C7    | 3.0 TDI                | Euro 6    | 05/2014 – 07/2017 |
| CRTE: Leistung: 160 kW (218 PS) bei 3250–4500/min, Drehmoment: 500 Nm bei 1250–3000/min |               |                        |           |                   |
| Audi | Audi A6 C7    | 3.0 TDI                | Euro 6    | 09/2014 – 07/2017 |
| Audi | Audi A7 C7    | 3.0 TDI                | Euro 6    | 05/2014 – 07/2017 |
| Audi | Audi Q7 4M    | 3.0 TDI ultra          | Euro 6    | 07/2015 – 07/2018 |
| CSWB: Leistung: 160 kW (218 PS) bei 4000–5000/min, Drehmoment: 400 Nm bei 1250–3750/min |               |                        |           |                   |
| Audi | Audi A4 B9    | 3.0 TDI                | Euro 6    | 10/2015 – 02/2019 |
| Audi | Audi A5 F5    | 3.0 TDI                | Euro 6    | 07/2016 – 08/2018 |
| DDXC: Leistung: 165 kW (224 PS) bei 3000–4500/min, Drehmoment: 550 Nm bei 1400–2750/min |               |                        |           |                   |
| VW | VW Amarok     | 3.0 TDI 4Motion        | Euro 6    | 09/2016 – 04/2018 |
| CVVB: Leistung: 184 kW (250 PS) bei 3500–4600/min, Drehmoment: 580 Nm bei 1750–2500/min |               |                        |           |                   |
| Porsche | Porsche Macan | Macan S Diesel         | Euro 6    | 09/2014 – 02/2018 |
| CTBA: Leistung: 190 kW (258 PS) bei 4000–4250/min, Drehmoment: 580 Nm bei 1750–2500/min |               |                        |           |                   |
| Porsche | Porsche Macan | Macan S Diesel         | Euro 6    | 09/2014 – 02/2018 |
| DDXE: Leistung: 190 kW (258 PS) bei 3250–4250/min, Drehmoment: 580 Nm bei 1250–3250/min |               |                        |           |                   |
| VW | VW Amarok     | 3.0 TDI 4Motion        | Euro 6    | 04/2018 – 05/2020 |
| CVZA: Leistung: 190 kW (258 PS) bei 3250–4500/min, Drehmoment: 600 Nm bei 1250–3000/min |               |                        |           |                   |
| Audi | Audi Q7 4M    | 3.0 TDI e-tron quattro | Euro 6    | 03/2016 – 07/2018 |
| CRTD: Leistung: 200 kW (272 PS) bei 3500–4250/min, Drehmoment: 580 Nm bei 1250–3250/min |               |                        |           |                   |
| Audi | Audi A6 C7    | 3.0 TDI                | Euro 6    | 09/2014 – 05/2018 |
| Audi | Audi A7 C7    | 3.0 TDI                | Euro 6    | 05/2014 – 01/2018 |
| CRTC: Leistung: 200 kW (272 PS) bei 3250–4250/min, Drehmoment: 600 Nm bei 1500–3000/min |               |                        |           |                   |
| Audi | Audi A4 B9    | 3.0 TDI                | Euro 6    | 08/2015 – 08/2018 |
| Audi | Audi A5 F5    | 3.0 TDI                | Euro 6    | 01/2017 – 09/2017 |
| Audi | Audi Q7 4M    | 3.0 TDI                | Euro 6    | 03/2015 – 07/2018 |

## EA897evo2 (seit 2017)

### Technik
Der EA897evo2 bietet eine um 30 kW (41 PS) auf 210 kW (286 PS) gesteigerte Motorleistung und stellt von 1500 bis 3000 1/min ein Drehmoment von 620 Nm bereit. Zur Erreichung dieses Ziels wurde in vielen Bereichen umfangreich weiterentwickelt. Hierzu gehören die Optimierung von Brennraumfüllung, Ladungswechsel und Thermomanagement. So konnte neben der Leistungssteigerung zugleich der Verbrauch weiter gesenkt werden. Zur Verbesserung der Abgasreinigung wanderte das Abgasreinigungssystem näher an den Motor. Außerdem wurden Verbesserungen im Bereich der Aufladung erreicht. Der neu entwickelte Turbolader verfügt über eine variable Turbinengeometrie (VTG), ist 20 Prozent leichter und erreicht höhere Ladedrücke. In der Folge soll der Motor ein noch spontaneres Ansprechverhalten besitzen.

### Varianten
| Hersteller | Baureihe                   | Bezeichnung | Abgasnorm             | Bauzeitraum     |
| --- | -------------------------- | ----------- | --------------------- | --------------- |
| DHXC (Audi Q7/8), DDVE (A6/7), DEND (VW): Leistung: 170 kW (231 PS) bei 3250–4750/min, Drehmoment: 500 Nm bei 1750–3250/min |                            |             |                       |                 |
| Audi | Audi A4 B9                 | 45 TDI      | Euro 6d-TEMP-EVAP-ISC | seit 06/2019    |
| Audi | Audi A4 allroad quattro B9 | 45 TDI      | Euro 6d-TEMP-EVAP-ISC | seit 10/2019    |
| Audi | Audi A5 F5                 | 45 TDI      | Euro 6d-TEMP-EVAP-ISC | seit 02/2019    |
| Audi | Audi A6 C8                 | 45 TDI      | Euro 6d-TEMP-EVAP-ISC | seit 06/2018    |
| Audi | Audi A7 C8                 | 45 TDI      | Euro 6d-TEMP-EVAP-ISC | seit 06/2018    |
| Audi | Audi Q5 FY                 | 45 TDI      | Euro 6d-TEMP-EVAP-ISC | seit 02/2019    |
| Audi | Audi Q7 4M                 | 45 TDI      | Euro 6d-TEMP-EVAP-ISC | seit 08/2018    |
| Audi | Audi Q8 4M                 | 45 TDI      | Euro 6d-TEMP-EVAP-ISC | seit 02/2019    |
| VW | VW Touareg III             | 3.0 V6 TDI  | Euro 6d-TEMP          | seit 07/2018    |
| Leistung: 170 kW (231 PS) bei 3250–4700/min, Drehmoment: 500 Nm bei 1750–3250/min                                           |                            |             |                       |                 |
| Audi | Audi A6 allroad quattro C8 | 45 TDI      | Euro 6d-TEMP-EVAP-ISC | seit 06/2019    |
| DDVC: Leistung: 210 kW (286 PS) bei 3750–4000/min, Drehmoment: 600 Nm bei 1250–3250/min                                     |                            |             |                       |                 |
| Audi | Audi A8 D5                 | 50 TDI      | Euro 6                | 10/2017–08/2018 |
| DCPC: Leistung: 210 kW (286 PS) bei 3750–4000/min, Drehmoment: 620 Nm bei 1500–3000/min                                     |                            |             |                       |                 |
| Audi | Audi A5 F5                 | 3.0 TDI     | Euro 6                | 10/2017–08/2018 |
| Audi | Audi Q5 FY                 | 3.0 TDI     | Euro 6                | 09/2017–08/2018 |
| DDVB: Leistung: 210 kW (286 PS) bei 3500–4000/min, Drehmoment: 620 Nm bei 1750–3000/min                                     |                            |             |                       |                 |
| Audi | Audi A6 C8                 | 50 TDI      | Euro 6d-TEMP          | 06/2018–06/2019 |
| Audi | Audi A7 C8                 | 50 TDI      | Euro 6d-TEMP          | 02/2018–06/2019 |
| Audi | Audi A8 D5                 | 50 TDI      | Euro 6d-TEMP          | 09/2018–06/2019 |
| Audi | Audi Q5 FY                 | 50 TDI      | Euro 6d-TEMP          | 02/2019–06/2019 |
| DHXA (Audi), DENA (VW): Leistung: 210 kW (286 PS) bei 3500–4000/min, Drehmoment: 600 Nm bei 2250–3250/min                   |                            |             |                       |                 |
| Audi | Audi A8 D5                 | 50 TDI      | Euro 6d-TEMP-EVAP-ISC | seit 06/2019    |
| Audi | Audi Q7 4M                 | 50 TDI      | Euro 6d-TEMP-EVAP-ISC | seit 08/2018    |
| Audi | Audi Q8 4M                 | 50 TDI      | Euro 6d-TEMP-EVAP-ISC | seit 07/2018    |
| VW | VW Touareg III             | 3.0 V6 TDI  | Euro 6d-TEMP          | seit 07/2018    |
| VW | VW Touareg III             | 3.0 V6 TDI  | Euro 6d-TEMP-EVAP-ISC | seit 09/2019    |
| DCPC (A4/5, Q5), DDVB (A6/7): Leistung: 210 kW (286 PS) bei 3500–4000/min, Drehmoment: 620 Nm bei 2250–3000/min             |                            |             |                       |                 |
| Audi | Audi A4 B9                 | 50 TDI      | Euro 6d-TEMP-EVAP-ISC | seit 10/2019    |
| Audi | Audi A4 allroad quattro B9 | 50 TDI      | Euro 6d-TEMP-EVAP-ISC | seit 10/2019    |
| Audi | Audi A5 F5                 | 50 TDI      | Euro 6d-TEMP-EVAP-ISC | seit 02/2019    |
| Audi | Audi A6 C8                 | 50 TDI      | Euro 6d-TEMP-EVAP-ISC | 06/2019–10/2020 |
| Audi | Audi A6 allroad quattro C8 | 50 TDI      | Euro 6d-TEMP-EVAP-ISC | 09/2019–10/2020 |
| Audi | Audi A7 C8                 | 50 TDI      | Euro 6d-TEMP-EVAP-ISC | 06/2019–10/2020 |
| Audi | Audi Q5 FY                 | 50 TDI      | Euro 6d-TEMP-EVAP-ISC | seit 02/2019    |
| DEWB: Leistung: 255 kW (347 PS) bei 3850/min, Drehmoment: 700 Nm bei 2500–3100/min                                          |                            |             |                       |                 |
| Audi | Audi S4                    | S4 TDI      | Euro 6d-TEMP-EVAP-ISC | 06/2019–10/2020 |
| Audi | Audi S5                    | S5 TDI      | Euro 6d-TEMP-EVAP-ISC | 06/2019–10/2020 |
| Audi | Audi SQ5                   | SQ5 TDI     | Euro 6d-TEMP-EVAP-ISC | 06/2019–10/2020 |
| DEWA: Leistung: 257 kW (349 PS) bei 3850/min, Drehmoment: 700 Nm bei 2500–3100/min                                          |                            |             |                       |                 |
| Audi | Audi A6 allroad quattro C8 | 55 TDI      | Euro 6d-TEMP-EVAP-ISC | 06/2019–10/2020 |
| Audi | Audi S6                    | S6 TDI      | Euro 6d-TEMP-EVAP-ISC | 06/2019–10/2020 |
| Audi | Audi S7                    | S7 TDI      | Euro 6d-TEMP-EVAP-ISC | 06/2019–10/2020 |

## EA897evo3(seit 2021)

### Varianten
| Hersteller | Baureihe                   | Bezeichnung | Abgasnorm       | Bauzeitraum     |
| --- | -------------------------- | ----------- | --------------- | --------------- |
| DPXB (Audi), DPYC (VW): Leistung: 170 kW (231 PS) bei 3500–5000/min, Drehmoment: 500 Nm bei 1500–3000/min              |                            |             |                 |                 |
| Audi | Audi Q7 4M                 | 45 TDI      | Euro 6d-ISC-FCM | seit 10/2020    |
| Audi | Audi Q8 4M                 | 45 TDI      | Euro 6d-ISC-FCM | seit 10/2020    |
| VW | VW Touareg                 | 3.0 V6 TDI  | Euro 6d-ISC-FCM | seit 10/2020    |
| DMGH: Leistung: 180 kW (245 PS) bei 3500–4750/min, Drehmoment: 500 Nm bei 1500–3250/min                                |                            |             |                 |                 |
| Audi | Audi A6 C8                 | 45 TDI      | Euro 6d-ISC-FCM | seit 12/2020    |
| Audi | Audi A6 allroad quattro C8 | 45 TDI      | Euro 6d-ISC-FCM | seit 12/2020    |
| Audi | Audi A7 C8                 | 45 TDI      | Euro 6d-ISC-FCM | seit 12/2020    |
| DMGA (A6/7), DPXA (Q7/8), DPYD (VW): Leistung: 210 kW (286 PS) bei 3500–4000/min, Drehmoment: 620 Nm bei 1750–3000/min |                            |             |                 |                 |
| Audi | Audi A4 B9                 | 50 TDI      | Euro 6d-ISC-FCM | seit 10/2020    |
| Audi | Audi A4 allroad quattro B9 | 50 TDI      | Euro 6d-ISC-FCM | seit 11/2020    |
| Audi | Audi A5 F5                 | 50 TDI      | Euro 6d-ISC-FCM | seit 10/2020    |
| Audi | Audi A6 C8                 | 50 TDI      | Euro 6d-ISC-FCM | seit 10/2020    |
| Audi | Audi A6 allroad quattro C8 | 50 TDI      | Euro 6d-ISC-FCM | seit 11/2020    |
| Audi | Audi A7 C8                 | 50 TDI      | Euro 6d-ISC-FCM | seit 10/2020    |
| Audi | Audi A8 D5                 | 50 TDI      | Euro 6d-ISC-FCM | seit 12/2021    |
| Audi | Audi Q5 FY                 | 50 TDI      | Euro 6d-ISC-FCM | seit 10/2020    |
| Audi | Audi Q7 4M                 | 50 TDI      | Euro 6d-ISC-FCM | seit 10/2020    |
| Audi | Audi Q8 4M                 | 50 TDI      | Euro 6d-ISC-FCM | seit 10/2020    |
| VW | VW Touareg                 | 3.0 V6 TDI  | Euro 6d-ISC-FCM | seit 10/2020    |
| DMGK: Leistung: 210 kW (286 PS) bei 3750–4000/min, Drehmoment: 600 Nm bei 1750–3250/min                                |                            |             |                 |                 |
| Audi | Audi A8 D5                 | 50 TDI      | Euro 6d-ISC-FCM | 11/2020–11/2021 |
| DMKC: Leistung: 251 kW (341 PS) bei 3800–3950/min, Drehmoment: 700 Nm bei 1750–3250/min                                |                            |             |                 |                 |
| Audi | Audi S4 B9                 | S4 TDI      | Euro 6d-ISC-FCM | seit 11/2020    |
| Audi | Audi S5 F5                 | S5 TDI      | Euro 6d-ISC-FCM | seit 11/2020    |
| Audi | Audi SQ5 FY                | SQ5 TDI     | Euro 6d-ISC-FCM | seit 03/2021    |
| DMKD: Leistung: 253 kW (344 PS) bei 3850–4000/min, Drehmoment: 700 Nm bei 1750–3250/min                                |                            |             |                 |                 |
| Audi | Audi A6 allroad quattro C8 | 55 TDI      | Euro 6d-ISC-FCM | seit 11/2020    |
| Audi | Audi S6 C8                 | S6 TDI      | Euro 6d-ISC-FCM | seit 11/2020    |
| Audi | Audi S7 C8                 | S7 TDI      | Euro 6d-ISC-FCM | seit 11/2020    |

## Abgasskandal
Im Zuge des Abgasskandals wurden in zahlreichen Varianten des EA897 illegale Abschalteinrichtungen („defeat device“) entdeckt. Mehr als 200.000 Fahrzeuge von Audi, Volkswagen und Porsche mussten und müssen aus diesem Grund zurückgerufen werden.
- Im September 2016 wurde ein „Freiwilliger Rückruf“ im Zuge des Abgasskandals angekündigt, bei dem 33.700 Porsche Macan S Diesel eine neue Steuerungssoftware erhalten sollen, davon 10.500 in Deutschland.[1][2]
- Im Juni 2017 gab Bundesverkehrsminister Alexander Dobrindt bekannt, dass Modelle des Audi A8 D4 mit V6- und V8-Dieselmotor im Produktionszeitraum 2009 bis 2013 mit einer illegalen Abschalteinrichtung versehen sind, die die Abgasnachbehandlung im Straßenbetrieb reduziert bzw. ganz abschaltet. Zusammen mit Modellen des Audi A7 waren diese Abschalteinrichtungen in rund 24.000 Fahrzeugen verbaut worden. Audi gab als Grund für die erhöhten Stickoxidwerte einen technischen Fehler an und versprach eine Umrüstaktion.[3]
- Am 27. Juli 2017 verhängte Verkehrsminister Dobrindt wegen illegaler Abgas-Software ein Zulassungsverbot für den Cayenne II Diesel. Gleichzeitig ordnete Dobrindt für europaweit 22.000 Fahrzeuge einen Pflichtrückruf an.[4]
- Am 12. Dezember 2017 ordnete das Kraftfahrt-Bundesamt (KBA) einen amtlichen Rückruf für den VW Touareg II wegen illegaler Abschalteinrichtungen an. Dabei handelt es sich um Modelle mit 3.0-V6-TDI-Modelle der Modelljahre 2014 bis 2017 mit Euro-Norm 6. In Deutschland sind hiervon 25.800 und weltweit insgesamt 57.600 Fahrzeuge betroffen.[5]
- Am 21. Januar 2018 ordnete das KBA einen Rückruf von 127.000 Audi-Modellen (A4, A5, A6, A7, A8, Q5 und Q7) mit 3.0-TDI-Motor und Abgasnorm Euro 6 an, da bei diesen Fahrzeugen unzulässige Abschaltvorrichtungen entdeckt wurden. Deutschlandweit sind 77.600 Fahrzeuge betroffen.[6] Die Fahrzeuge verfügen über eine schadstoffmindernde Aufheizstrategie, die nahezu nur auf dem Prüfstand aktiv ist und im Straßenbetrieb abgeschaltet wird.
- Anfang Mai 2018 wurde erneut eine Abschaltvorrichtung bei Modellen des Audi A6 C7 und Audi A7 C7 bekannt (EA897evo – 200 kW). Bei diesen Modellen erfolgt eine Drosselung der AdBlue-Einspritzung bei zunehmend leerem AdBlue-Tank. Durch die Nichteinspritzung von Harnstoff funktioniert der SCR-Katalysator nicht oder extrem eingeschränkt, wodurch das Abgas Stickstoffdioxid ungehindert in hohen Konzentrationen austritt. Aus diesen Gründen wurde die Produktion des A6 vorübergehend gestoppt.[7] In Deutschland sind rund 33.000 und weltweit insgesamt rund 60.000 zugelassene Fahrzeuge betroffen.[8]

- Am 18. Mai 2018 wurde bekannt, dass Porsche erneut 52.831 Porsche Macan Diesel zurückrufen muss, davon 15.180 in Deutschland. Bei diesen Fahrzeugen wurden fünf illegale Abschalteinrichtungen festgestellt.[9]
- Auf Grund der Verwendung unerlaubter Abschalteinrichtungen in den V6- und V8-Dieselmotoren der Audi AG wurde im Oktober 2018 ein Bußgeldbescheid in Höhe von insgesamt 800 Mio. Euro verhängt. Audi hat diese Entscheidung akzeptiert.[10]

- Am 1. Juli 2019 veröffentlichte der Bayerische Rundfunk/die ARD einen Beitrag „Der Fall Audi“. Darin wurden einige Hintergründe beleuchtet und auch Dokumente gezeigt.[11][12]

- Am 5. August 2019 veröffentlichte das Handelsblatt KBA-Bescheide an Audi/VW/Porsche, die den Herstellern die Abschalteinrichtungen kommunizierte und nachträgliche Nebenbestimmung zur EG-Fahrzeugtypgenehmigung kommunizierte. Diese Bescheide können auch beim Handelsblatt heruntergeladen werden.[13]